# Arbus
Arbus (sardinski: Àrbus) je grad i općina (comune) u Južnoj Sardiniji u regiji Sardiniji, Italija. Nalazi se na nadmorskoj visini od 311 metara i ima populaciju od 6 336 stanovnika.
 Prostire se na teritoriju od 269,12 km2 s gustoćom naseljenosti od 23,54 st/km2.